# Carl-Kaufmann-Stadion
Das Carl-Kaufmann-Stadion ist ein Leichtathletikstadion in der Karlsruher Südweststadt.

## Geschichte
Das Stadion bestand vor dem Umbau aus einer Tribüne mit einigen Stehstufen. Nachdem im Wildparkstadion 2007 die Laufbahn weggefallen ist, bekam das Stadion in jenem Jahr eine wettkampfgerechte Laufbahn und eine neue Tribüne.
Das Stadion hieß bis 2015 Beiertheimer Stadion, wurde danach durch den Gemeinderat nach dem Leichtathleten Carl Kaufmann benannt.

## Daten
Die Haupttribüne hat 1668 Sitzplätze. Im Osten gibt es Stufenreihen für 400 Sitz- bzw. 800 Stehplätze.

## Nutzung
Es wird vom SVK Beiertheim im Ligabetrieb genutzt.
Der Volkslauf Badische Meile endet jedes Jahr im Stadion. Seit 2016 findet immer im Mai die „Lange Laufnacht“ statt, ein von der Leichtathletik-Gemeinschaft Region Karlsruhe durchgeführtes Stadion-Lauf-Meeting der europäischen Spitzenklasse mit mehr als 50 Rennen (800 m, 1500 m, 5000 m, 3000 m Hindernis) in knapp 10 Stunden.
Das Karlsruher Adventssingen findet hier jährlich in der Vorweihnachtszeit auf der Haupttribüne statt.